# Christophe Mourthé
 (avril 2015).
Christophe Mourthé, né le 29 avril 1959 à Bordeaux, est un photographe français vivant à Paris et ayant notamment travaillé sur le thème du fétichisme. Habitué du Palace à la fin des années 1970, son travail reçoit une notoriété publique la décennie suivante lorsqu'il photographie Mylène Farmer puis Dita Von Teese à l'aube de l'an 2000.
Il est le fils de l'écrivain et réalisateur Claude Mourthé.

## Biographie
Christophe Mourthé a débuté comme photographe de théâtre et de music-hall à l’âge de 19 ans. Il a collaboré également à divers magazines, comme Playboy, Vanity Fair, Vogue ou Newlook, et réalisé des commandes pour le monde de la publicité, et pour des maisons de disques. Il est également à l'origine de la chevelure rousse de Mylène Farmer. Il est aussi l'auteur de plusieurs ouvrages photo sur le sujet du fétichisme. En 1998, il découvre et fait  venir Dita Von Teese à Paris. À partir de 2010, il réalise les couvertures des livres de la série SAS de Gérard de Villiers
En 2022, il expose 40 ans de photographies à la Vivienne art galerie à Paris.

## Expositions
- Venise Bac Art Gallery, 1986
- Torino Fotographia 87, Biennale Internazionale, Turin, Italie, 1987
- Palazzo a Vela Gallery, Turin, Italie, 1987
- Target Gallery, Turin, Italie, 1987
- Marco Polo Gallery, Bordeaux, France, 1987
- Selection Art Guest, États-Unis, 1994
- Pheromone Gallery, Hollywood, États-Unis, 1994
- Black Iris Gallery, Laguna Beach, Californie, États-Unis, 1994
- Pacific Edge Gallery, Laguna Beach, Californie, États-Unis, 1994
- Museum of Contemporary Art, The Store, Los Angeles, Californie, États-Unis, 1995
- Hambourg, Allemagne, 1995
- Drammen, Norvège, 1996
- Piscine de l'hôtel Lutétia, Paris, France, 2002
- Marché Saint-Joseph, Marcq-en-Barœul, France, 2003
- Galerie Dèmonia, Paris, France, 2003
- Rétrospective Majeure Festival Foto, Knokke, Belgique, 2004
- Musée de l'érotisme, Paris, France, 2006
- Musée de l'érotisme, Venise, Italie, 2006
- Galerie Sparts, Paris, France, 2007
- Galerie Concorde, Paris, France, 2012
- Galerie Momentum Art, Knokke, Belgique, 2012
- Espace Gingko’Art, "Les Muses de l'artiste", Pontoise, France, 2012
- Galerie du Hérisson, Arles, France, 2018
- Galerie Vivienne Art Galerie, Paris, France 2022

## Ouvrages publiés
- Phyléa (France, 1993) 25 000 exemplaires vendus[réf. nécessaire]
- Marlène Love (France, 1994)
- Fetish dream (Japon, 1994)
- Prélude au scandale (France, 1997)
- Boutique Minuit, Femmes fatales (Belgique, 1998)
- Scandal (France, 2001)
- Confidence (France, 2004)
- Biographie, La femme est un art (France, 2011)
- Mes héros de quand j'étais p'tit (France, 2015)
- Mes jouets de quand j'étais petit (France,2016)
- La Femme est mon Art (France, 2022)

## Films
- 2001 : Sex Me
- 2001 : Colorsex
- 2001 : Amazonesex
- 2001 : Maîtresse Alexandra
- 2003 : Katsumi et le secret du Kamasutra
- 2003 : Le Château d’Aphrodite
- 2003 : Le Duel d’Aphrodite
- 2003 : Le Mystère d’Aphrodite
- 2004 : Domina Zara
- 2008 : Fetish De Luxe